# La Tagnière
La Tagnière – miejscowość i gmina we Francji, w regionie Burgundia-Franche-Comté, w departamencie Saona i Loara.
Według danych na rok 1990 gminę zamieszkiwały 274 osoby, a gęstość zaludnienia wynosiła 8 osób/km² (wśród 2044 gmin Burgundii La Tagnière plasuje się na 639. miejscu pod względem liczby ludności, natomiast pod względem powierzchni na miejscu 122.).